# Anastrophyllum saxicola
Anastrophyllum saxicola là một loài rêu trong họ Anastrophyllaceae. Loài này được Schrad. R.M. Schust. mô tả khoa học đầu tiên năm 1951.